# Gaston Brenta
Gaston Edouard Emmanuel Edmond Brenta (Schaarbeek, 10 juni 1902 – aldaar, 30 mei 1969) was een Belgische componist en schrijver.

## Levensloop
Als klein jongetje was hij al van plan componist te worden. Hij deed studies bij Paul Gilson. Als leerling van deze meester was hij ook lid van de Brusselse componisten-groep De Synthetisten. Vanaf 1931 werkte hij bij de Radio-Télévision Belge RTB en vanaf 1953 creëerde en organiseerde hij daar de discotheek. Verder leidde hij het Franstalige muziekprogramma.
Brenta speelde ooit 3e bugel in de Muziekkapel van het 4e Regiment Carabiniers toen onder leiding van René Deceuninck.
Hij werd een internationaal componist en jurylid. In 1968 werd zijn Tweede concert voor piano en orkest verplicht gesteld voor de Koningin Elisabeth Wedstrijd in België. Hij was ook lid van de Koninklijke Academie van wetenschap, literatuur en van de schone kunsten van België. Verder heeft hij het Panorama de la Musique belge au XIXe siècle, de Notes brèves sur les symphonies de Beethoven, een gedetailleerd biografie van Paul Gilson en een studie over Adolphe Sax et la facture instrumentale gepubliceerd. Zijn oeuvre omvat rond 50 partituren.

## Composities

### Werken voor orkest
- 1922 Prélude idyllique et scherzo voor orkest
- 1926 Chevauchée fantastique voor kamerorkest
- 1934 Nocturne voor orkest
- 1937 La boîte à soldats voor orkest
- 1940 Arioso et moto perpetuo voor orkest
- 1946 Symphonie voor orkest
- 1951 Farandole burlesque voor orkest
- 1953 Concerto nº1, voor piano en orkest
- 1954 Le bal chez la Lorette voor orkest
- 1955 Candide voor orkest - teksten: André Burgaud (scénario: Jean-Jacques Etchevery)
- 1958 Concertino, voor trompet en strijkorkest
- 1962 Saxiana, voor saxofoon en strijkorkest
- 1963 Airs Variés pour de belles Ecouteuses, voor fagot en orkest
- 1968 Pointes sèches de la Belle Epoque voor piano en strijkorkest
- 1968 Concerto nº2 voor piano en orkest
- 1968 Matinée, voor orkest
- Airs variés pour de belles écouteuses voor fagot en strijkorkest

### Werken voor harmonie- of fanfareorkest
- 1926 Variations sur un thème congolais, voor harmonieorkest
- 1926 Marche Barbare
- 1928 Zo'Har naar Catulle Mendès voor harmonieorkest
- 1943-1944 In Memoriam Paul Gilson voor harmonie- of fanfareorkest (in samenwerking met Simon Poulain)

### Missen en gewijde muziek
- 1936 Requiem, voor koor en orkest
- 1949 La Passion de N.S., oratorium

### Muziektheater

#### Opera
| Voltooid in | titel         | aktes | première                                  | libretto         |
| ----------- | ------------- | ----- | ----------------------------------------- | ---------------- |
| 1929        | Le Khadi dupé |       | 1929, Brussel, Koninklijke Muntschouwburg | van de componist |

#### Balletten
| Voltooid in | titel                  | aktes | première | libretto | choreografie |
| ----------- | ---------------------- | ----- | -------- | -------- | ------------ |
| 1928        | Zo'har                 |       |          |          |              |
| 1947        | Florilège de valses    |       |          |          |              |
| 1954        | Le Bal chez la Lorette |       |          |          |              |
| 1955        | Candide                |       |          |          |              |

### Vocaal- en koormusik met orkest of instrumenten
- 1934 Aucassin et Nicolette voor soli, Recitanten en orkest (voor de omroep)
- 1939 En route voor sopraan of tenor en orkest - tekst: Maurice Gauchez
- 1937 Le savetier et le financier voor bariton en groot orkest - tekst: Jean de La Fontaine
- 1939 Masikini voor hoge stem en orkest
- 1955 Héraclès voor recitant, spreekkoor en orkest (voor de omroep)
- 1958 Deux Chœurs, voor koor

### Kamermuziek
- 1935 Fanfare, voor koperblazers
- 1939 Strijkkwartet
- 1945 Fanfare Héroïque, voor koperblazers
- 1945 Mélopée, voor viool en piano
- 1952 Le Soldat fanfaron, voor blazerskwintet
- 1960 Fanfares pour le Roi, voor 4 trompetten en pauken

### Werken voor piano
- 1926 Impromptu
- 1931 Étude de concert

### Werken voor harp
- 1940 Dessin animé

## Publicaties
- Panorama de la musique belge - Le XIXe siècle, 1938